# Vedsted (parochie, Haderslev)
Vedsted is een parochie van de Deense Volkskerk in de  Deense gemeente Haderslev. De parochie maakt deel uit van het bisdom Haderslev en telt 2282 kerkleden op een bevolking van 2406 (2004). 
De parochie was tot 1970 deel van Gram Herred. In dat jaar werd de parochie opgenomen in de nieuwe gemeente Vojens. Deze ging in 2007 op in de vergrote gemeente Haderslev.
Aabenraa · Aale · Adsbøl Kirkedistrikt · Aller · Almind · As · Asserballe · Åstrup · Augustenborg · Barrit · Bevtoft · Bjerning · Bjerre · Bjolderup · Bov · Brændkjær · Bramdrup · Bredballe · Bredsten · Bredstrup · Broager · Christians · Christians · Dalby · Daugård · Dybbøl · Egen · Egernsund · Egtved · Egvad · Eltang · Engum · Ensted · Erritsø · Felsted · Fjelstrup · Frørup · Gammel Haderslev · Gårslev · Gauerslund · Genner Kirkedistrikt · Glud · Grarup · Gråsten-Adsbøl · Grejs · Haderslev Vor Frue Domsogn · Halk · Hammelev · Hammer · Hannerup · Harte · Havnbjerg · Hedensted · Hejls · Hellevad · Herslev · Hjarnø · Hjarup · Hjerndrup · Hjordkær · Højen · Højrup · Holbøl · Hoptrup · Hornborg · Hornstrup · Hornum · Hørup · Hover · Hvejsel · Hvirring · Ildved Kirkedistrikt · Jegerup · Jelling · Jels · Jerlev · Jordrup · Juelsminde · Kegnæs · Ketting · Klakring · Klejs Kirkedistrikt · Kliplev · Kollerup · Korning · Kristkirkens · Kværs · Langskov · Lejrskov · Linnerup · Løjt · Løsning · Lyng · Mølholm · Moltrup · Nordborg · Nørre Bjert · Nørremarks · Notmark · Nybøl · Oksbøl · Ølsted · Ørum · Øsby · Øster Løgum · Øster Snede · Pjedsted · Rinkenæs · Rise · Sankt Johannes · Sankt Marie · Sankt Michaelis · Sankt Nicolai · Sankt Nikolaj · Seest · Simon Peters · Sindbjerg · Skibet · Sønder Bjert · Sønder Starup · Sønder Stenderup · Sønder Vilstrup · Sottrup · Store Dalby · Svenstrup · Tandslet · Taulov · Tørring · Trinitatis · Uge · Ulkebøl · Ullerup · Urlev · Varnæs · Vejlby · Vilstrup · Vinding · Viuf · Vonsbæk · Vonsild · Vor Frelsers